# Ronde van Italië 2004
| Eindklassement       |                         |              |
| Algemeen klassement  | Damiano Cunego          | 88h 40' 43"  |
| Tweede               | Serhij Hontsjar         | + 2' 02"     |
| Derde                | Gilberto Simoni         | + 2' 05"     |
| Vierde               | Dario Cioni             | + 4' 36"     |
| Vijfde               | Jaroslav Popovytsj      | + 5' 05"     |
| Zesde                | Stefano Garzelli        | + 5' 31"     |
| Zevende              | Wladimir Belli          | + 6' 12"     |
| Achtste              | Bradley McGee           | + 6' 15"     |
| Negende              | Tadej Valjavec          | + 6' 34"     |
| Tiende               | Juan Manuel Gárate      | + 7' 47"     |
| (Bel)                | Christophe Brandt (14e) | + 10' 50"    |
| (Ned)                | Aart Vierhouten (110e)  | + 2h 40' 13" |
| (Ned)                | Jan van Velzen (122e)   | + 2h 49' 28" |
| Puntenklassement     | Alessandro Petacchi     | 250 punten   |
| Tweede               | Damiano Cunego          | 153 punten   |
| Derde                | Olaf Pollack            | 148 punten   |
| Bergklassement       | Fabian Wegmann          | 56 punten    |
| Tweede               | Damiano Cunego          | 54 punten    |
| Derde                | Gilberto Simoni         | 36 punten    |
| Intergiro klassement | Raffaele Illiano        | 49h 38' 14"  |
| Tweede               | Crescenzo D'Amore       | + 0' 13"     |
| Derde                | Mariano Piccoli         | + 0' 19"     |
| Ploegenklassement    | Saeco                   | 265h 52' 05" |
| Tweede               | Vini Caldirola          | + 19' 15"    |
| Derde                | Lampre                  | + 26' 12"    |

In 2004 ging de 87e Giro d'Italia op 8 mei van start in Genua. Hij eindigde op 30 mei in Milaan. Er stonden 171 renners verdeeld over 19 ploegen aan de start. Hij werd gewonnen door Damiano Cunego.
Aantal ritten: 20

Totale afstand: 3419.9 km

Gemiddelde snelheid: 38,565 km/h

Aantal deelnemers: 171

## Belgische en Nederlandse prestaties
In totaal namen er 8 Belgen en 2 Nederlanders deel aan de Giro van 2004.

### Belgische etappezeges
- In 2004 was er geen Belgische etappezege in de Giro.

### Nederlandse etappezeges
- In 2004 was er geen Nederlandse etappezege in de Giro.

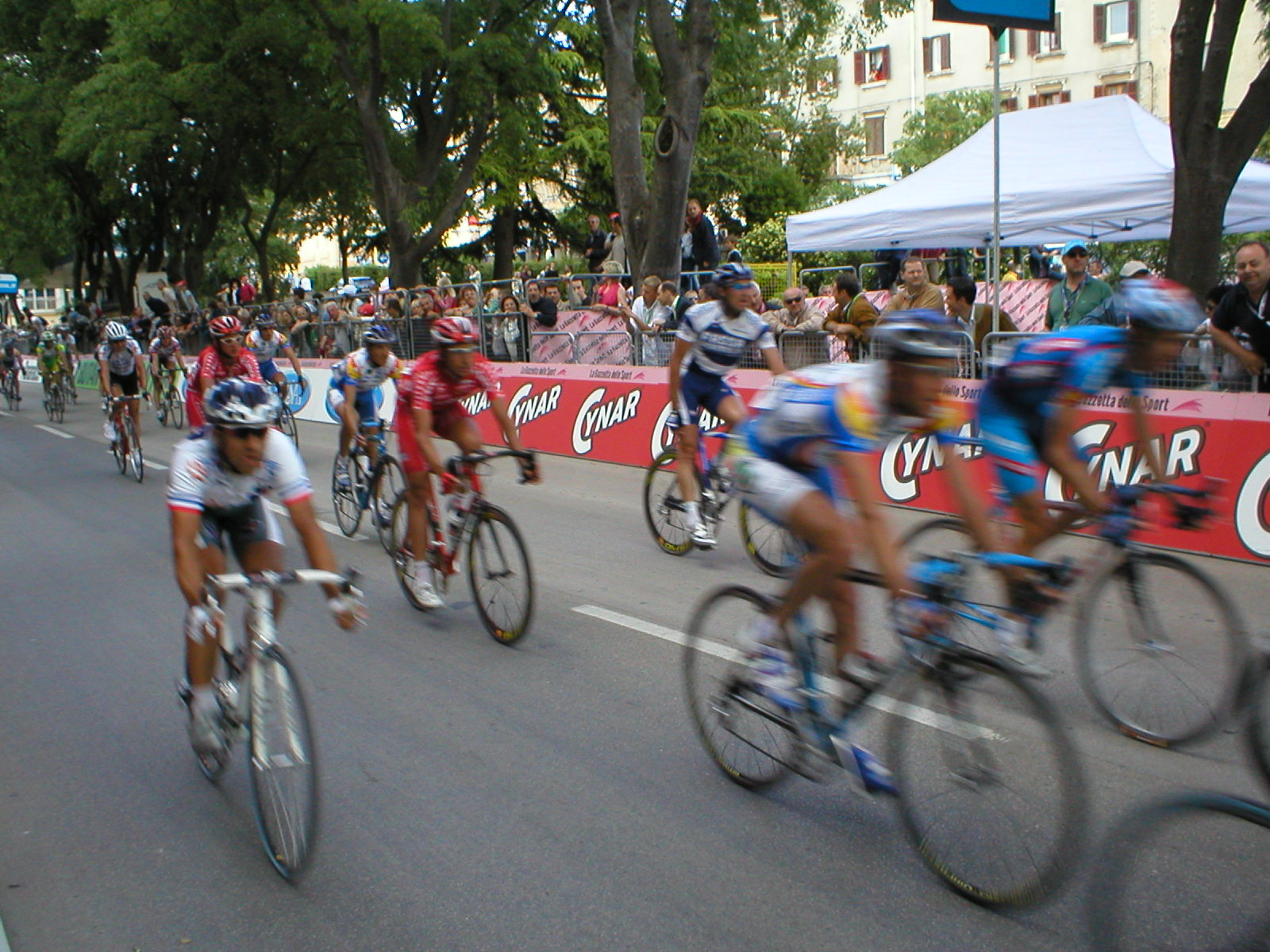
Het peloton passeert Pula, Kroatië

## Etappe uitslagen
winnaars · 
roze trui · 
  puntenklassement · 
  bergklassement · 
 jongerenklassement · 
 intergiro · 
 ploegenklassement · 
 strijdlust · 
 zwarte trui
Giro d'Italia Next Gen · Giro Donne · Cima Coppi
 Belgische rozetruidragers · etappewinnaars
 Nederlandse rozetruidragers · etappewinnaars
Mannen:
1909 · 
1910 · 
1911 · 
1912 · 
1913 · 
1914 · 
1919 · 
1920 · 
1921 · 
1922 · 
1923 · 
1924 · 
1925 · 
1926 · 
1927 · 
1928 · 
1929 · 
1930 · 
1931 · 
1932 · 
1933 · 
1934 · 
1935 · 
1936 · 
1937 · 
1938 · 
1939 · 
1940 · 
1946 · 
1947 · 
1948 · 
1949 · 
1950 · 
1951 · 
1952 · 
1953 · 
1954 · 
1955 · 
1956 · 
1957 · 
1958 · 
1959 · 
1960 · 
1961 · 
1962 · 
1963 · 
1964 · 
1965 · 
1966 · 
1967 · 
1968 · 
1969 · 
1970 · 
1971 · 
1972 · 
1973 · 
1974 · 
1975 · 
1976 · 
1977 · 
1978 · 
1979 · 
1980 · 
1981 · 
1982 · 
1983 · 
1984 · 
1985 · 
1986 · 
1987 · 
1988 · 
1989 · 
1990 · 
1991 · 
1992 · 
1993 · 
1994 · 
1995 · 
1996 · 
1997 · 
1998 · 
1999 · 
2000 · 
2001 · 
2002 · 
2003 · 
2004 · 
2005 · 
2006 · 
2007 · 
2008 · 
2009 · 
2010 · 
2011 · 
2012 · 
2013 · 
2014 · 
2015 · 
2016 · 
2017 · 
2018 · 
2019 · 
2020 · 
2021 · 
2022 · 
2023 · 
2024 · 
2025
Vrouwen:
1988 · 
1989 · 
1990 · 
1991 ·
1992 ·
1993 · 
1994 · 
1995 · 
1996 · 
1997 · 
1998 · 
1999 · 
2000 · 
2001 · 
2002 · 
2003 · 
2004 · 
2005 · 
2006 · 
2007 · 
2008 · 
2009 · 
2010 · 
2011 · 
2012 ·
2013 · 
2014 ·
2015 ·
2016 ·
2017 ·
2018 ·
2019 ·
2020 ·
2021 ·
2022 ·
2023 ·
2024 ·
2025